# Keszőhidegkút
Keszőhidegkút è un comune dell'Ungheria centro-meridionale di 255 abitanti (dati 2008). È situato nella contea di Tolna.